# Roche-le-Peyroux
Roche-le-Peyroux é uma comuna francesa na região administrativa da Nova Aquitânia, no departamento de Corrèze. Estende-se por uma área de 7,15 km². Em 2010 a comuna tinha 95 habitantes (densidade: 13,3 hab./km²).